# Заманский, Борис Наумович
Борис Наумович Заманский (1918—2012) — участник Великой Отечественной войны, старший линейный надсмотрщик 183-го отдельного батальона связи 8-й гвардейской армии 1-го Белорусского фронта,
Полный Кавалер ордена Славы, ефрейтор

## Биография
Родился 2 ноября 1918 года в Херсоне, ныне областном центре Херсонской области Украины, в семье служащего. Еврей. С 1927 года жил с семьей в Харькове, а с 1934 года — в Киеве. В 1937 году окончил 10 классов, а затем — 3 курса политехнического института.
В Красной Армии с июня 1941 года. В боях Великой Отечественной войны с июня 1941 года.
Старший линейный надсмотрщик 183-го отдельного батальона связи (8-я гвардейская армия, 1-й Белорусский фронт) рядовой Борис 3аманский 1 августа 1944 года в числе первых переправился через реку Висла в районе города Магнушев (Польша) и навел линию связи. Когда связь была выведена из строя, под огнём вплавь бросился устранять повреждения, был ранен, но продолжал выполнять боевую задачу.
Приказом от 11 августа 1944 года «за образцовое выполнение заданий командования в боях с немецко-фашистскими захватчиками» красноармеец Заманский Борис Наумович награждён орденом Славы 3-й степени (№ 126507).
В боях на плацдарме на левом берегу реки Одер 15-16 февраля 1945 года в районе города Кюстрин ефрейтор Борис 3аманский под ураганным огнём неоднократно устранял повреждения на линиях связи, находясь по пояс в воде, чем обеспечил надежное управление частями.
Приказом от 29 марта 1945 года «за образцовое выполнение заданий командования в боях с немецко-фашистскими захватчиками» ефрейтор Заманский Борис Наумович награждён орденом Славы 2-й степени (№ 24475).
16-30 апреля 1945 года в боях за Берлин десятки раз под огнём устранял порывы на линиях связи, что позволило командованию непрерывно управлять боевыми действиями.
Указом Президиума Верховного Совета СССР от 15 мая 1946 года «за образцовое выполнение заданий командования в боях с немецко-фашистскими захватчиками» ефрейтор Заманский Борис Наумович награждён орденом Славы 1-й степени (№ 1652), став полным кавалером ордена Славы.
В октябре 1945 года старшина Б. Н. 3аманский демобилизован из рядов Красной Армии. В 1948 году окончил Киевский политехнический институт. Жил в городе Горловка Донецкой области Украины. Работал инженером-технологом на азотно-туковом заводе.
В сентябре 1999 года с семьей переехал в Израиль. Жил в городе Ришон-ле-Цион. Скончался 17 октября 2012 года.

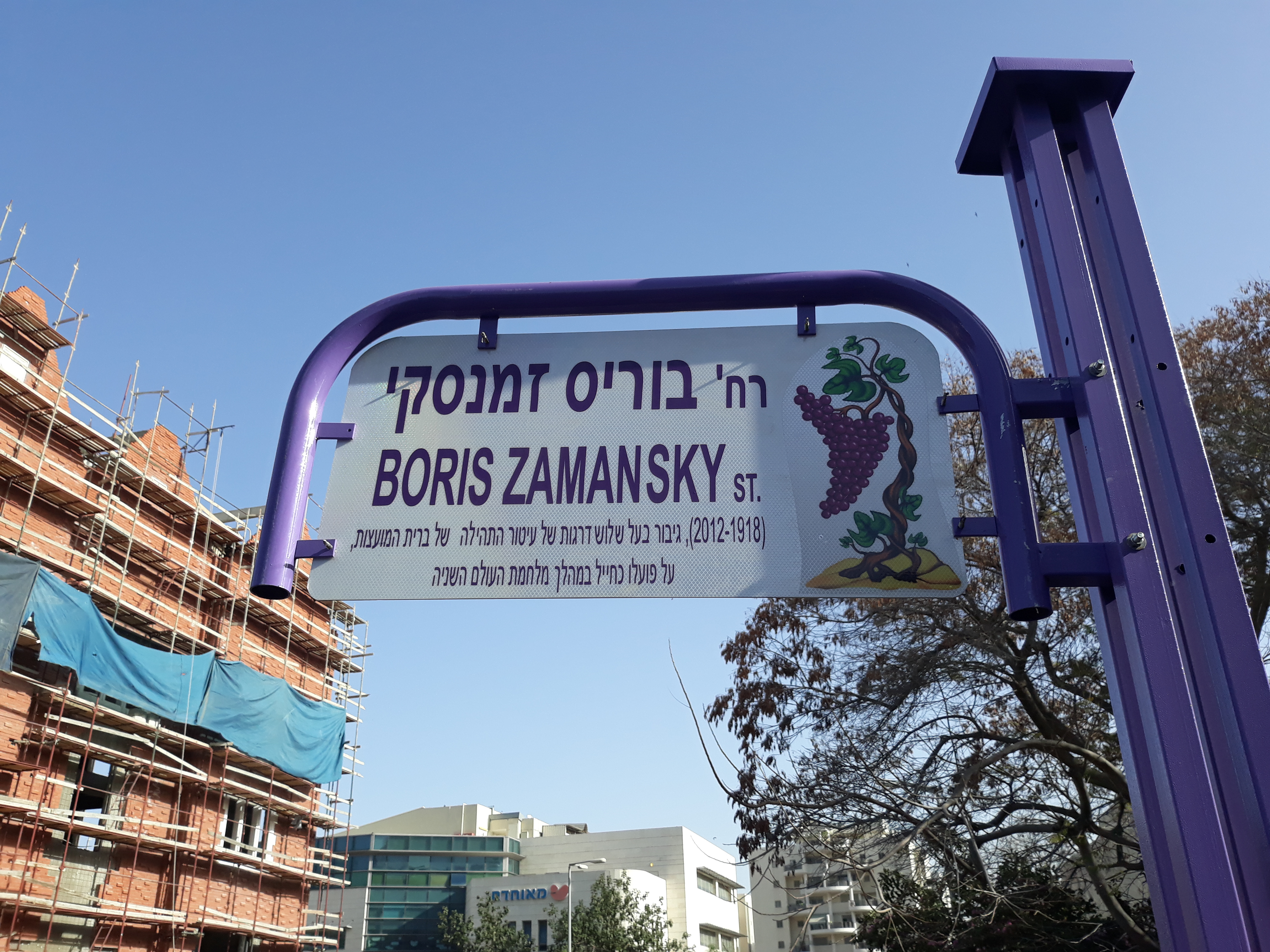
Улица Бориса Заманского в Ришон-ле-Ционе

## Награды
Награждён орденами Отечественной войны 1-й степени, Славы 1-й, 2-й и 3-й степеней, медалями.